# Stanisław Krynicki (duchowny)
Stanisław Krynicki (ur. 16 września 1903 w Rudniku, zm. 25 lutego 1962 w Tomaszowie Lubelskim) – polski duchowny rzymskokatolicki z tytułem doktora prawa, kanonik.

## Życiorys
Urodził się 16 września 1903 w Rudniku. Był absolwentem gimnazjum w Krasnymstawie, w 1922 wstąpił do seminarium duchownego w Lublinie, sakrament święceń kapłańskich przyjął 19 czerwca 1927 z rąk bp. M.L. Fulmana. W latach 1927–1929 pracował jako wikariusz w kościele św. Pawła. W latach 1929–1932 studiował na Wydziale Prawa Kanonicznego na Katolickim Uniwersytecie Lubelskim, uzyskując tytuł doktora prawa. Następnie posługiwał jako wikariusz w Lubartowie (1932-1934), w katedrze lubelskiej (1934-1939), w latach 1938-1939 pełnił funkcję audytora Sądu Biskupiego w Lublinie. Podczas II wojny światowej w październiku 1939 został aresztowany przez Niemców i osadzony na zamku w Lublinie, skąd w grudniu 1939 przetransportowany do obozu koncentracyjnego Sachsenhausen (KL), później do Dachau (KL), gdzie był więziony do końca wojny, odzyskując wolność w kwietniu 1945.
Od końca 1945 do sierpnia 1947 był proboszczem parafii katedralnej św. Jana Chrzciciela i św. Jana Ewangelisty w Lublinie. Od 1947 posługiwał w parafii Znalezienia Krzyża Świętego i św. Andrzeja Apostoła w Końskowoli. Następnie od 19 maja 1952 do listopada tego roku był proboszczem parafii Trójcy Świętej i Wniebowzięcia Najświętszej Maryi Panny w Biłgoraju. Od 1952 do śmierci był proboszczem parafii Zwiastowania Najświętszej Maryi Panny w Tomaszowie Lubelskim. Był także dziekanem. Zmarł 25 lutego 1962. Zmarł 25 lutego 1962 w Tomaszowie Lubelskim. Został pochowany na tamtejszym cmentarzu parafialnym.
Od 1947 był współpracownikiem aparatu bezpieczeństwa PRL działając pod pseudonimem ,,Bagiński”. Według Elżbiety Kosobudzkiej był największym i najpracowitszym agentem wśród duchownych w diecezji lubelskiej.
W 1938 został odznaczony Srebrnym Krzyżem Zasługi. Postanowieniem prezydenta Bolesława Bieruta z 17 kwietnia 1948 został odznaczony Krzyżem Oficerskim Orderu Odrodzenia Polski za wybitne zasługi położone w walce o Demokrację i Niepodległość. Uchwałą Rady Państwa z 19 lipca 1954 został odznaczony Złotym Krzyżem Zasługi w 10 rocznicę Polski Ludowej za zasługi w pracy społecznej.